# Impatiens klemmeana
Impatiens klemmeana är en balsaminväxtart som beskrevs av Joseph Dalton Hooker. Impatiens klemmeana ingår i släktet balsaminer, och familjen balsaminväxter. Inga underarter finns listade i Catalogue of Life.